# Пауэр, Ромина
Роми́на Франче́ска Па́уэр (англ. Romina Francesca Power; род. 2 октября 1951) — итальянская и американская певица, актриса, писательница и художница.

## Биография

### Происхождение
Ромина Пауэр родилась в Лос-Анджелесе в семье популярного американского актёра Тайрона Пауэра (1914—1958) и его второй жены, актрисы Линды Кристиан. После развода родителей Ромина с сестрой Тарин осталась с матерью. Они много путешествовали по миру, но главным образом проживали в Мексике и Италии, где и прошло её детство. Образование Ромина Пауэр получила в одном из колледжей Великобритании.
На её увлечение музыкой в детстве повлияли американские мюзиклы 1950-х годов и мариачи. Свою первую песню Ромина Пауэр написала в подростковом возрасте, после того, как ей на день рождения подарили гитару. В то же время она дебютировала на киноэкранах, снявшись в нескольких европейских кинофильмах, среди которых драма Хесуса Франко «Жюстина, или Несчастья добродетели» (1969), где актриса снялась обнаженной.

### Карьера в дуэте с Аль Бано
В 1967 году на съёмках фильма Nel sole Ромина Пауэр познакомилась с итальянским певцом Альбано Карризи, за которого три года спустя вышла замуж.
В 1975 году супруги создали музыкальный дуэт, который в последующем стал очень популярен в странах Европы и Латинской Америки. Широкую интернациональную популярность дуэту принесли такие их песни, как: «Sharazan» (1981), «Felicità» (1982), «Che angelo sei» (1982), «Ci sara» (первое место на фестивале в Сан-Ремо 1984), «Sempre, Sempre» (1986) и «Liberta`» (1987).
Всего Пауэр и Аль Бано записали совместно свыше двадцати успешных музыкальных альбомов, дважды заняв седьмое место на музыкальном конкурсе Евровидение в 1976 и 1985 годах и установив рекорд в марте 1982 года — одновременно четыре их песни в национальном хит-параде. В 1984 году с песней «Ci sara» они занимают первое место на фестивале в Сан-Ремо, где позже ещё дважды займут третье место (в 1987 и 1989 годах) и ранее, в 1982 году, с песней «Felicita» уже становились вторыми. В 1984 году дуэт совершает визит в Советский Союз, где был записан музыкальный фильм «Волшебная белая ночь» (итал. Una magica notte bianca). В 1985 году дуэту также была присуждена немецкая премия «Golden Globe» за альбом Felicità, проданный тиражом свыше 6 миллионов экземпляров в одной только Германии. До окончания совместной дискографии дуэта, в 1996 году, было продано 65 миллионов копий дисков.
В 1999 году Ромина Пауэр и Аль Бано развелись, одновременно распался и их дуэт. Аль Бано продолжил свою сольную певческую карьеру, а Ромина решила на время уйти из мира музыки.

### Сольное творчество
В 2006—2007 годах Ромина проводила в Милане выставки своих картин. В 2007 году она купила дом в городе Седона в Аризоне и решила покинуть Италию. Причиной тому стало желание Ромины Пауэр утвердиться в качестве певицы и писателя, что она не могла осуществить в Италии, где она всегда воспринималась супругой Аль Бано, а также из-за постоянного преследования местных журналистов с вопросами о пропавшей дочери.
В октябре 2012 года в свет выходит альбом Ромины Пауэр Da lontano, записанный ещё в 1998—1999 году.

### Снова с Аль Бано
В октябре 2013 года впервые за 14 лет Ромина выступила на одной сцене с Аль Бано. Она приняла участие в юбилейных концертах Аль Бано, приуроченных к его 70-летию в концертном зале «Крокус Сити Холл» в Москве.
С 2014 года Ромина Пауэр и Аль Бано периодически выступают вместе.

## Личная жизнь
В 1970—1999 годах состояла в браке с итальянским певцом Альбано Карризи. У супругов родилось четверо детей: сын Иари (род. 1973) и три дочери — Иления (род. 1970), Кристел (род. 1986) и Ромина (род. 1987). Старшая дочь Иления Карризи пропала 6 января 1994 года при загадочных обстоятельствах в Новом Орлеане, и до настоящего времени о её местонахождении ничего неизвестно. Две младшие дочери, Кристел и Ромина, связали свою карьеру с шоу-бизнесом.